# 新広駅
新広駅（しんひろえき）は、広島県呉市広古新開二丁目にある、西日本旅客鉄道（JR西日本）呉線の駅である。駅番号はJR-Y16。

## 歴史
- 2002年（平成14年）3月23日：呉線広駅 - 安芸阿賀駅間に新設（簡易委託駅）[1][2]。快速「安芸路ライナー」、「通勤ライナー」の停車駅となる。
- 2007年（平成19年）
  - 6月5日：ICOCA対応簡易型自動改札機を設置。
  - 9月1日：ICカード「ICOCA」が利用可能となる。
- 2010年（平成22年）
  - 7月14日：平成22年7月豪雨に伴い呉線内で複数の土砂崩れが発生、三原駅 - 呉駅間が不通となる[3]。
  - 7月16日：広駅 - 呉駅間運行再開[3]。
- 2016年（平成28年）
  - 7月：JR新広駅整備事業に着手[4][5]。
  - 10月22日：仮駅舎営業開始[6]。
- 2017年（平成29年）
  - 2月4日：みどりの窓口の営業を開始[7]。自動改札機を基本型に変更し増設、仮駅舎営業終了。
  - 3月：JR新広駅整備事業完了。
- 2018年（平成30年）
  - 7月6日：平成30年7月豪雨に伴い、営業休止。
  - 8月20日：広駅 - 呉駅間で暫定的な部分運転を実施[8]。
  - 9月9日：広駅 - 坂駅間運行再開[9]。
- 2025年（令和7年）
  - 4月30日：みどりの窓口の営業を終了[10]。
  - 5月1日：当駅での駅員の常駐を廃止し、インターホンでの遠隔対応に変更[10]。

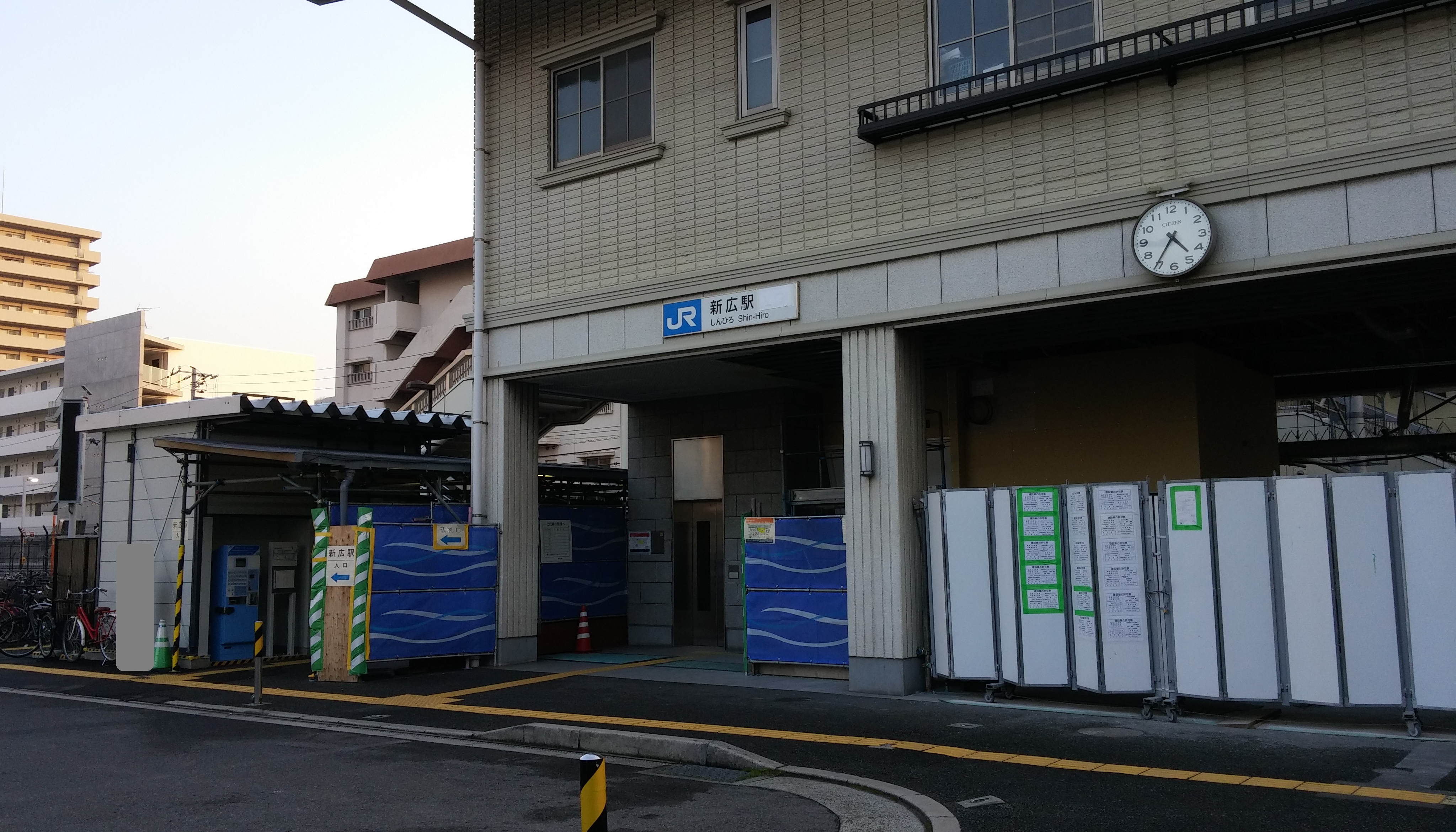
仮駅舎（2017年1月）
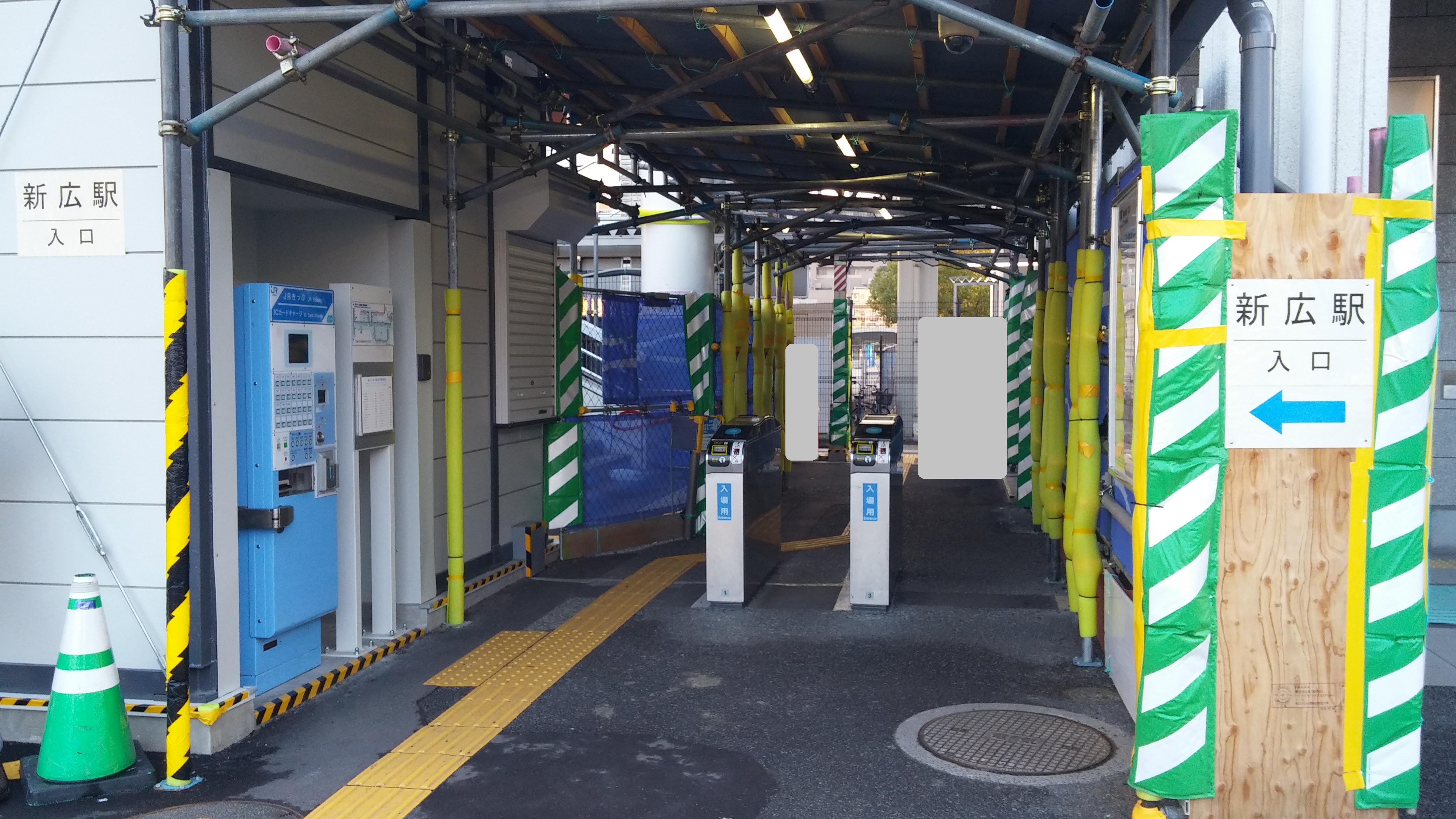
仮駅舎改札口（2017年1月）

## 駅構造
単式ホーム1面1線を有する地上駅（停留所）。
駅舎1階には自動券売機・改札口があり、2階には若椿作業所が入っている。
開業から長らく、乗車券販売業務を若椿作業所が受託する簡易委託駅であったが、開業当初の想定（2,400人／日）を超える利用が続いたため、2016年7月から利用実態に合わせた整備事業が呉市とJR西日本によって実施された。
これにより、みどりの窓口の新設と自動改札機の基本型への変更・増設が行われ、2017年2月より業務委託駅となった。また、ホーム上屋増設とホーム一部拡幅工事も実施された。

## 利用状況
「呉市統計書」によると、1日平均乗車人員の推移は以下の通り。
| 年度                | 1日平均 乗車人員 |
| ------------------- | ---------------- |
| 2001年（平成13年）  | 1,033            |
| 2002年（平成14年）  | 1,739            |
| 2003年（平成15年）  | 2,215            |
| 2004年（平成16年）  | 2,500            |
| 2005年（平成17年）  | 2,735            |
| 2006年（平成18年）  | 2,880            |
| 2007年（平成19年）  | 3,282            |
| 2008年（平成20年）  | 3,508            |
| 2009年（平成21年）  | 3,485            |
| 2010年（平成22年）  | 3,573            |
| 2011年（平成23年）  | 3,614            |
| 2012年（平成24年）  | 3,701            |
| 2013年（平成25年）  | 3,707            |
| 2014年（平成26年）  | 3,642            |
| 2015年（平成27年）  | 3,738            |
| 2016年（平成28年）  | 3,781            |
| 2017年（平成29年）  | 3,871            |
| 2018年（平成30年）  | 3,406            |
| 2019年（令和 元年） | 3,529            |
| 2020年（令和02年）  | 2,776            |
| 2021年（令和03年）  | 2,814            |
| 2022年（令和04年）  | 2,980            |
| 2023年（令和05年）  | 3,050            |

## 駅周辺
- 中国労災病院
- 中国木材
- イオン広店
- 国道185号
- 呉市役所広支所
- 広島電鉄広営業センター
- 広郵便局

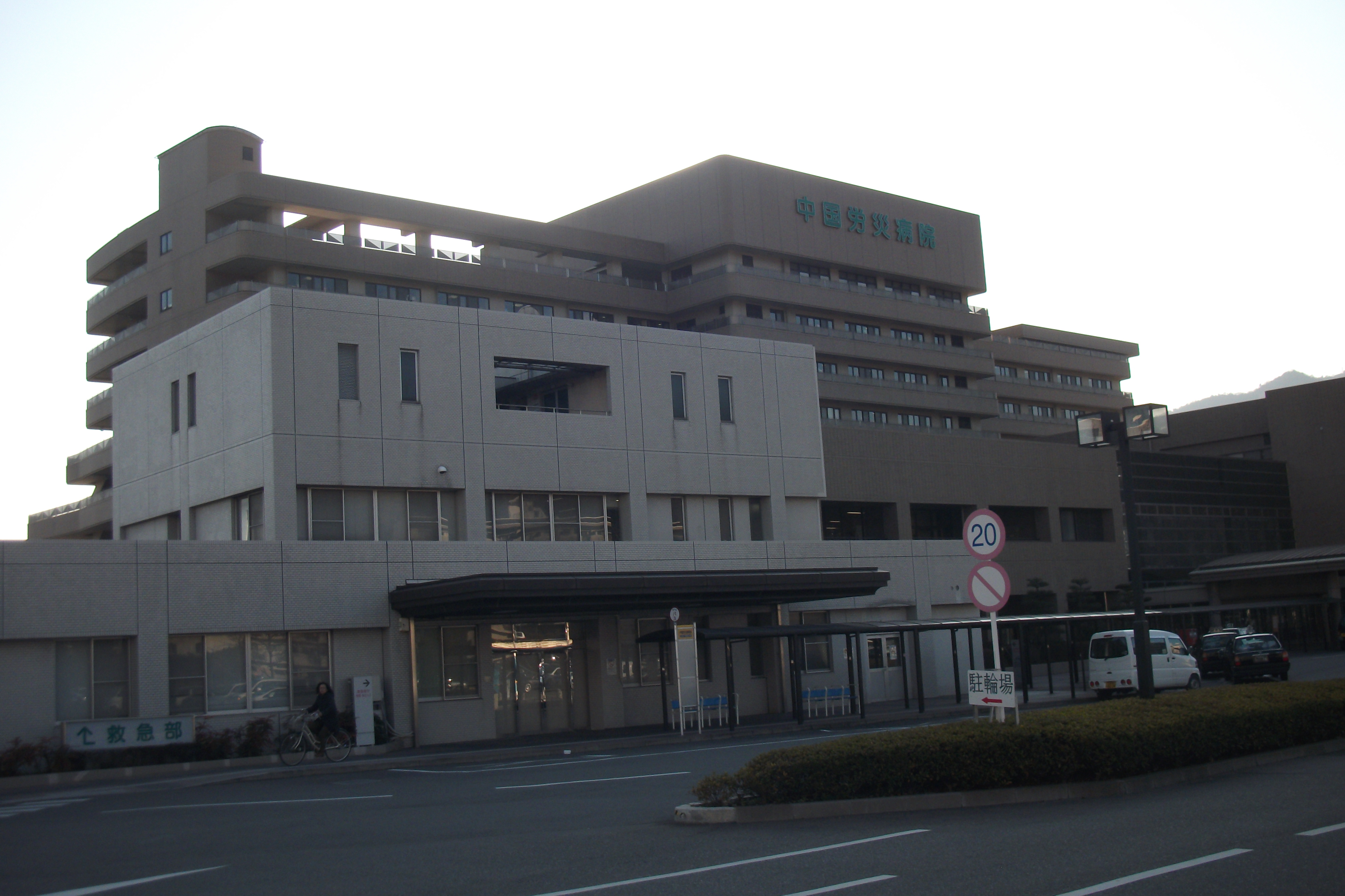
中国労災病院

- 広島国際大学・呉キャンパス（旧：近畿大学工学部・呉キャンパス）

### バス路線
駅前ロータリー付近に「新広駅」停留所があり、呉市生活バス路線が発着する。
- 広川尻線
  - 中国労災病院 / 小用入口、安浦駅

※安浦駅行きは平日2便のみ運行。
- 広長浜線
  - 中国労災病院 / 東小坪

※中国労災病院行の一部は当停留所止まり。

## 隣の駅
西日本旅客鉄道（JR西日本）
 呉線
■快速「通勤ライナー」・■快速「安芸路ライナー」・■普通
広駅 (JR-Y17) - 新広駅 (JR-Y16) - 安芸阿賀駅 (JR-Y15)